# Jānis Kalniņš
Jānis Kalniņš (* 3. November 1904 in Pärnu, Russisches Kaiserreich, heute Estland; † 30. November 2000 in Fredericton) war ein kanadischer Komponist lettischer Abstammung.

## Leben
Jānis Kalniņš war der Sohn des Komponisten Alfrēds Kalniņš. Er studierte von 1920 bis 1924 Komposition bei Jāzeps Vītols und Orchesterleitung am staatlichen Lettischen Konservatorium von Riga. Er setzte seine Ausbildung bei Erich Kleiber in Salzburg und bei Hermann Abendroth und Leo Blech in Berlin fort. Er war von 1923 bis 1933 Dirigent am Lettischen Nationaltheater und bis 1944 an der Lettischen Nationaloper. Daneben hatte er Gastdirigate in Schweden, Deutschland und Polen. Angesichts der Vorrückens der Roten Armee im Zweiten Weltkrieg und der drohenden Besetzung seines Heimatlandes durch die Sowjetunion floh er 1944 nach Lübeck.
1948 kam er nach Kanada und wurde Organist und Chorleiter an der St Paul's United Church in Fredericton. Die Organistenstelle hatte er bis zu seiner Emeritierung 1991 inne. 1951 wurde er Dirigent des Fredericton Civic Orchestra sowie Instruktor für Musik am Lehrerkolleg der Provinz. 1954 erhielt er die kanadische Staatsbürgerschaft. Von 1962 bis 1968 war er Chefdirigent des New Brunswick Symphony Orchestra.
Kalniņš komponierte sinfonische Werke und Kammermusik, Chorwerke, darunter ein Requiem sowie vier Opern. 1978 führte er mit dem Windsor Symphony Orchestra seine Third Symphony und die New Brunswick Rhapsody auf. Zu seinem 80. Geburtstag wurde er mit drei Konzerten in Toronto, Chicago und New York geehrt und er erhielt einen New Brunswick Award for Excellence in the Arts. Im Folgejahr sendete die CBC ein Konzert zu seinen Ehren. Beim achten Latvian Song Festival 1986 war Arthur Ozolins der Solist bei der Uraufführung seines Klavierkonzertes.

## Werke
- Unguni, Oper, 1933
- Lolita's Magic Bird, Oper, 1933
- In the Fire, Oper, 1934
- Hamlet, Oper, 1935
- Two Latvian Peasant Dances für Orchester, 1936
- 1. Sinfonie, 1939–44
- Concerto in F-Sharp Minor für Violine und Orchester, 1946
- The Bird's Lullaby (Text von E. Pauline Johnson), 1950
- 2. Sinfonie, 1953
- The Lord's Prayer, 1954
- When Jesus Came to Birmingham, 1954
- Sonata for Oboe and Piano, 1963
- Two Shepherd Songs für Stimme, Oboe und Klavier, 1963
- String Quartet in G-Sharp Minor
- Music for String Orchestra, 1965
- New Brunswick Rhapsody für Orchester, 1967
- The Long Night (Velta Toma) für Chor und Orchester
- Klusa Stunda für Violine und Klavier, 1968
- 3. Sinfonie, 1973
- Larghetto Serioso für Violine und Klavier, 1975
- Sonata für Violine und Klavier, 1975
- 4. Sinfonie, 1977
- Trio for Violin, Viola and Cello, 1979
- Sonata No. 2 for Organ, 1981
- Symphonic Poem (Carmen) für Chor und Orchester, 1982
- Three Preludes for Organ, 1983
- Concerto for Piano and Chamber Orchestra, 1984
- Piano Quintet, 1987
- The Potter's Field, Kantate für gemischten Chor und Orgel
- Latvijai für Frauenchor und Streichquartett, 1976
- New Brunswick Song Cycle, 1984
- Trimdinieku Vakardziesma, Kantate für Solostimme, gemischten Chor und Orchester, 1988
- Requiem in E Minor für Sopran, Bariton, gemischten Chor und Klavier, Orgel oder Orchester